# 张家场城址
张家场城址，也称张家场古城，位于中华人民共和国宁夏回族自治区吴忠市盐池县花马池镇张家场村，是一座秦朝至东汉初年的城址。该城址于二十世纪八十年代初正式确认，并先后多次經過考古发掘。该城址呈长方形，城内有道路和建筑遗迹。2006年，张家场城址列为全国重点文物保护单位。

## 发现
张家场城址在1960年和1979年就曾有考古发掘，于二十世纪八十年代初确认出城址。此后张家场城址于1984年、1999年、2009年先后几次有科学普查和考古发掘。考古发掘无法直接确定该古城的实际用途，考古学界推断认为该城址为两千多年前秦王朝设置的昫衍县所在地，具体时间范围应在秦末至东汉初，跨度达200余年。1986年，张家场城址經盐池县人民政府公布为县级文物保护单位，随后由自治区人民政府公布为自治区级文物保护单位。二十世纪九十年代时，张家场城址及其附近汉代墓葬遭到大规模盗掘，对此当地文保部门专门安排人员日夜巡视，盗掘现象才得以遏制。2006年公布为全国重点文物保护单位。2008年1月3日，国家重点文物保护单位盐池县张家场文物管理所、专题文物陈列馆挂牌成立。2012年，中华人民共和国国家文物局驳回张家场城址的保护规划立项，2013年新的保护立项得到批准。2015年6月，张家场博物馆正式开馆。

## 结构
张家场城址，也称张家场古城，位于中华人民共和国宁夏回族自治区吴忠市盐池县花马池镇张家场村，距盐池县城17公里。城址东南距张家场村0.7公里，南至明代长城二道边1.5公里。古城平面呈长方形，南北长338米，东西宽320米，城墙黄土夯筑，残高2-4米，基宽8米，夯层厚15-18厘米。现绝大部分覆蓋在黄沙下。城内有一条东西方向的道路遗迹，东门遗址尚存。城池中部有建筑遗迹，占地面积约为250平方米。

## 出土文物
张家场城址曾先后屢經考古发掘，出土了大批文物。其中包括数百枚骨简，大量的瓦、瓦当、墙砖、陶壶等陶器，刷柄、勺、瓢、齿轮、斧、刀等铜器，釜、杵、铲等铁器，以及带钩、簪、梳等骨器。除此之外，在当地还发掘出了1000余枚包括五铢钱在内的货币，封泥，钱范以及一枚印章。